# Stockaryds distrikt
Stockaryds distrikt är ett distrikt i Sävsjö kommun och Jönköpings län. 
Distriktet ligger i centrala delen av kommunen.

## Tidigare administrativ tillhörighet
Distriktet inrättades 2016 och utgörs av socknen Stockaryd i Sävsjö kommun.
Området motsvarar den omfattning Stockaryds församling hade vid årsskiftet 1999/2000.